# Eggsjön
Eggsjön är en sjö i Torsby kommun i Värmland och ingår i Göta älvs huvudavrinningsområde. Sjön är 12 meter djup, har en yta på 3,03 kvadratkilometer och är belägen 440,1 meter över havet. Vid provfiske har abborre, gädda, mört och sik fångats i sjön.

## Delavrinningsområde
Eggsjön ingår i det delavrinningsområde (674859-134300) som SMHI kallar för Utloppet av Eggsjön. Medelhöjden är 514 meter över havet och ytan är 22,99 kvadratkilometer. Det finns inga avrinningsområden uppströms utan avrinningsområdet är högsta punkten. Vattendraget som avvattnar avrinningsområdet har biflödesordning 3, vilket innebär att vattnet flödar genom totalt 3 vattendrag innan det når havet efter 485 kilometer. Avrinningsområdet består mestadels av skog (74 procent). Avrinningsområdet har 3,32 kvadratkilometer vattenytor vilket ger det en sjöprocent på 14,4 procent.

## Vattenkraft
Eggsjöns kraftstation är ett av Sveriges tre pumpkraftverk. Verket är byggt 1957 i Tåsan med fallhöjd på 17,7 m, effekten 0,6 MW och en normal produktion om 500 MWh/år. Kraftverket ägs till 40% av Fortum och till 60% av Karlstad kommun via Tåsans Kraft AB.